# CBC (企業)
CBC株式会社（シービーシー）は、東京都中央区に本社を置く、化学品、合成樹脂、医薬品、農薬、食品、電子材料、医療機器、監視用レンズやカメラ等のセキュリティ機器、情報通信機器部品、アパレル、その他の輸出入・国内販売及び医薬原薬・中間体、光学レンズ、IT・自動車部品、蒸着加工等を中心とした製造業を手がける会社である。
商社機能と製造会社機能の両方を強みとし「創造商社」という独自のビジネスモデルを標榜している。
かつては、カネボウと共同で、乳酸菌・チルド飲料メーカーエルビーに出資していたが、カネボウがアサヒビール（現・アサヒグループホールディングス）にエルビーの株式を譲渡したため、アサヒグループとの関係が深まっている。
旧社名は中外貿易株式会社といい、1999年2月に英社名の頭文字をとってCBCと改称した。
愛知県名古屋市に本社を置くJNN系列の中部日本放送および傘下のCBCテレビならびにCBCラジオとは資本関係も無関係である。
三菱UFJ銀行（旧三和銀行→UFJ銀行）が主力取引銀行であるためみどり会の会員企業であり三和グループに属している。

## 概要
- 創業：1925年（大正14年）1月20日
- 設立：1935年（昭和10年）11月21日
- 資本金：58億円
- 従業員：379名（2025年3月31日現在）(連結従業員数2,304名)
- 代表者：圡井正太郎（代表取締役社長）
- 事業内容：化学品、合成樹脂、医薬、農薬、食品、医療用機器、セキュリティー機器、情報通信機器部品、アパレル・ファッション、その他の輸出入・国内販売及び製造
- 本店所在地：東京都中央区月島2丁目15番13号
- 事業拠点：
  - 国内‥‥事業拠点：東京（本社）、大阪、名古屋、大宮（農園施設）、製造拠点：東京、吹田、新潟、福井、研究所：川崎
  - 海外‥‥営業拠点：ニューヨーク、ノースカロライナ・ロサンゼルス(アメリカ)、メキシコシティ（メキシコ）、デュッセルドルフ（ドイツ）、ロンドン（イギリス）、ミラノ・ベルガモ（イタリア）、ワルシャワ（ポーランド）、バルセロナ（スペイン）、シルティカイム（フランス）、アテネ（ギリシャ）、モスクワ（ロシア）、ムンバイ（インド）、バンコク（タイ）、シンガポール、ジャカルタ（インドネシア）、台北（台湾）、北京・上海・長沙・長春・広州・香港（中国）、製造拠点：メベン（米・ノースカロライナ州）、カメリ・チェゼーナ（イタリア）、チッタゴン（バングラデシュ）、チョンブリ （タイ）、北京研究所：チェゼーナ（イタリア）

## 関連会社
- CBCオプテックス株式会社
- CBCオプトテクノロジーズ株式会社
- 吉川化成株式会社
- 株式会社エルビー（東京社・名古屋社） - 共同保有している合弁相手の親会社・アサヒビール（旧社）に売却。また、長らくカネボウフーズが親会社であった。